# Åse landsfiskalsdistrikt
Åse landsfiskalsdistrikt var 1918-1941 ett landsfiskalsdistrikt i Skaraborgs län, bildat när Sveriges indelning i landsfiskalsdistrikt trädde i kraft den 1 januari 1918, enligt beslut den 7 september 1917. Landsfiskalsdistriktet avskaffades den 1 oktober 1941 (genom kungörelsen 28 juni 1941) när Sverige fick en ny indelning av landsfiskalsdistrikt. Dess område överfördes då till Grästorps landsfiskalsdistrikt.
Landsfiskalsdistriktet låg under länsstyrelsen i Skaraborgs län.

## Ingående områden

### Från 1918
Åse härad:
- Flo landskommun
- Friels landskommun
- Håle landskommun
- Karaby landskommun
- Sals landskommun
- Särestads landskommun
- Tängs landskommun
- Tuns landskommun
- Vänersnäs landskommun
- Ås landskommun